# Darnyi Tamás
Darnyi Tamás (Budapest, 1967. június 3. –) négyszeres olimpiai bajnok magyar úszó, sportvezető.
1975-től az Újpesti Dózsa, illetve az Újpesti TE, 1991-től a Budapesti Rendészeti SE, 1993-tól a Sport Plusz OTP SE versenyzője volt. 1984-től 1993-ig szerepelt a magyar válogatottban. Részt vett az 1988. évi szöuli és az 1992. évi barcelonai olimpián. Mindkétszer a 200 és 400 méteres vegyesúszásban olimpiai bajnoki címet szerzett, így négy aranyérmével máig ő a legeredményesebb magyar férfi úszó olimpikon.
Négyszer nyert világbajnoki, nyolcszor Európa-bajnoki címet. 200 méteres és 400 méteres vegyesúszásban többször megjavította a világ-, illetve az Európa-csúcsot. Ő volt a világon az első úszó, aki 200 méteres vegyesúszásban két percen belüli időt ért el. Négyszeres olimpiai és világbajnokként vegyesúszásban nemzetközi versenyen soha nem győzték le. Széchy Tamás legeredményesebb tanítványa volt. Ötször választották az év magyar sportolójává. 1991-ben az év európai sportolója lett. Több mint ötvenszer nyert magyar bajnoki címet, 1985-től örökös bajnok.

## Sportpályafutása

### 1975–1988
1980-ban még gyermek korosztályú versenyzőként indult a skövdei ifjúsági Európa-bajnokságon hátúszásban, ahol még nem ért el sikereket. Ugyanebben az évben a dunaújvárosi IBV-n több döntőben szerepelt. 1981-ben IBV-első lett 100 és 200 háton, valamint 200 és 400 vegyesen. 1982-ben serdülőként megnyerte az ifi Eb vegyes úszó számait, 200 háton és pillangón második, 100 pillangón harmadik, 1500 gyorson negyedik lett. Időeredményei már ekkor a felnőtt magyar élmezőnybe helyezték őt.
1984-ben a felnőtt bajnokságon 200 és 400 vegyesen és 4 × 100 méteres gyorsváltóban első, 100 és 200 háton, 200 pillangón második, 100 gyorson harmadik lett. A következő évben az ob-n a vegyes számokban, 100 és 200 háton, 200 pillangón első, 100 és 200 gyorson, 100 pillangón második helyezést szerzett. A szófiai Eb-n 200 és 400 méter vegyesen első, 200 háton negyedik lett. Ebben az évben első alkalommal kapta meg az év magyar úszója címet.
1986-ban 100 és 200 háton, 50, 100 és 200 pillangón és a vegyesszámokban első, 50 háton második, 100 gyorson és 50 mellen harmadik lett a magyar bajnokságon. A madridi vb-n 200 és 400 vegyesen első, 200 háton 22. helyen ért célba. Ismét elnyerte az év úszója díjat és először az év magyar sportolója elismerést.
1987-ben magyar bajnok címet nyert 50, 10 és 200 háton, 200 pillangón, 200 és 400 vegyesen és a 4 × 100 méteres gyorsváltóval. Ugyanitt 100 pillangón második, 50 gyorson harmadik, 50 pillangón negyedik, 50 mellen hatodik lett A strasbourgi Eb-n 200 és 400 vegyesen lett bajnok. Az év végén újra a legjobb magyar úszó és sportoló lett.
1988-ban a félévkor kiadott világranglistán a vegyesúszás mindkét távján az első helyen állt. Az országos bajnokságon 50, 100 és 200 méter háton, 200 és 400 méter vegyesen, 50 méter pillangón országos csúccsal valamint 100 pillangón aranyérmes lett. A 4 × 100 méteres vegyes váltóval második, 100 méter gyorson negyedik, 400 gyorson ötödik helyezést ért el.
A szöuli ötkarikás játékokon 400 méter vegyesen olimpiai csúccsal (4:16.55) jutott a döntőbe, két másodpercet verve a második időt elérő Patrick Kühlre. A döntőben saját, 1987-ben elért világcsúcsát megdöntve (4:14.75), a legnagyobb rivális David Whartonra két és fél másodpercet verve szerezte meg az aranyérmet. 200 méter háton a selejtezőben a kilencedik időt úszta, de szabálytalan fordulója miatt utólag kizárták. 200 méter vegyesen szintén a legjobb idővel jutott a döntőbe, ahol világrekorddal szerzett elsőséget. Decemberben megkapta az év magyar úszója és sportolója címet.

### 1989–1995
1989 áprilisában Újpesti Dózsa elnökségének, májusban a MOB tagja lett. Az országos bajnokságon 50, 100 és 200 méter háton, 200 és 400 vegyesen, 4 × 100 méteres vegyesváltóban valamint 100 és 200 pillangón magyar rekordokkal első helyezést szerzett. 50 méter pillangón, 50 és 1500 gyorson második, 50 és 100 mellen hatodik volt.
A bonni Európa-bajnokságon 400 méter vegyesen a második idővel került döntőbe, ahol lázasan az év addigi legjobb idejét úszva nyerte meg a versenyt. Betegsége miatt nem indult 200 háton. 200 méter pillangón magyar csúccsal (2:00.45, 1:58.87) nyerte időfutamát és szerzett bajnoki címet. 200 méter vegyesen szintén aranyérmes lett. A döntő előtt nem sokkal Wharton egy Japánban tartott versenyen megdöntötte Darnyi világrekordját. Az év végi év sportolója szavazáson ezúttal harmadik volt. Az év úszója címet ötödik alkalommal kapta meg. 400 méter vegyes világranglistán első helyen zárt ebben az évben.
A következő évben a seattle-i Jóakarat játékok volt a legrangosabb nemzetközi esemény. Itt 200 pillangón hetedik helyen végzett. A novemberi úszó ob-n 100 és 200 méter háton és pillangón, valamint a vegyes mindkét távján, a 4 × 100 méteres gyors- és vegyesváltóban első helyezett lett. 1500 gyorson második, 200 és 400 gyorson harmadik, 200 mellen ötödik, 100 mellen hetedik, 50 gyorson nyolcadik helyen ért célba.
A világbajnokságot 1991 januárjában rendezték meg, az ausztráliai Perthben. A vb-n 400 vegyesen világbajnoki rekorddal került döntőbe. A fináléban új világcsúcsot elérve (4:12.36) lett az első. 200 pillangón negyedikként jutott a döntőbe, ahol új magyar csúccsal (1:58.25) lett bronzérmes. Legjobbként került a 200 vegyes végküzdelmeibe is, ahol elsőként jutott 2 perc alá és újabb világrekordot (1:59.36) ért el. Az 1990-es év sportolója szavazást a vb után tartották meg, melyen ismét a legjobbnak választották.
1991 áprilisában a Budapesti Rendészeti SE-be igazolt. A júliusi ob-n 200 és 400 méter vegyesen és 200 pillangón első, 100 mellen negyedik helyezett lett. Az athéni Eb-t kihagyta. Az év végén ismét a legjobb magyar úszónak választották. Egy amerikai választáson az év európai sportolója, Kínában az év úszója díjat nyerte el.
1992-ben az ob-n 4 × 100 és 200 méteres gyorsváltóban, a 4 × 100 méteres vegyesváltóban első, 100 háton, 400 vegyesen és 1500 gyorson második helyezett lett. Az olimpián 400 méter vegyesen másodikként jutott a döntőbe, ahol olimpiai csúccsal (4:14.23) lett első. A 200 vegyes selejtezőjében szintén második, a döntőben első lett. Az év végén ismét a legjobb magyar úszónak és sportolónak választották.
1993 elején a Sport Plusz-OTP SE versenyzője lett. A magyar úszóbajnokságon 200 méter pillangón, 200 és 400 vegyesen, 400 és 1500 gyorson első, 200 háton harmadik helyezett lett. A sheffieldi Eb-n 400 vegyesen győzött. 200 vegyesen – féléves kihagyására hivatkozva, amely miatt nem tudott volna megfelelően szerepelni – visszalépett.
1994 júliusában bejelentette visszavonulását a versenyzéstől, de az edzéseken továbbra is részt vett. 1995-ben magyar bajnoki címet szerzett a 4 × 100 és 200 méteres gyorsváltóban. Majd indult a fukuokai universiaden, ahol a 4 × 100 méteres vegyes váltóval 10. lett.

## Sporteredményei
- négyszeres olimpiai bajnok (200 m vegyes: 1988, 1992; 400 m vegyes: 1988, 1992)
- négyszeres világbajnok (200 m vegyes: 1986, 1991; 400 m vegyes: 1986, 1991)
- nyolcszoros Európa-bajnok (200 m vegyes: 1985, 1987, 1989; 400 m vegyes: 1985, 1987, 1989, 1993; 200 m pillangó: 1989)

### Magyar bajnokság
|                  | 1984 | 1985 | 1986 | 1987 | 1988 | 1989 | 1990 | 1991 | 1992 | 1993 | 1994 | 1995 |
| ---------------- | ---- | ---- | ---- | ---- | ---- | ---- | ---- | ---- | ---- | ---- | ---- | ---- |
| 50 m gyors       |      |      |      | 3.   | DQ   | 2.   | 8.   |      |      |      |      |      |
| 100 m gyors      | 3.   | 2.   | 3.   |      | 4.   |      | 3.   |      |      |      |      |      |
| 200 m gyors      |      | 2.   |      |      |      |      | 3.   |      | 6.   |      |      |      |
| 400 m gyors      |      |      |      |      | 5.   |      | 3.   |      |      | 1.   |      |      |
| 1500 m gyors     |      |      |      |      |      | 2.   | 2.   |      | 2.   | 1.   |      |      |
| 50 m hát         |      |      | 2.   | 1.   | 1.   | 1.   |      |      |      |      |      |      |
| 100 m hát        | 2.   | 1.   | 1.   | 1.   | 1.   | 1.   | 1.   |      | 2.   |      |      |      |
| 200 m hát        | 2.   | 1.   | 1.   | 1.   | 1.   | 1.   | 1.   |      |      | 3.   |      |      |
| 50 m mell        |      |      | 3.   | 6.   | 8.   | 6.   |      |      |      |      |      |      |
| 100 m mell       |      |      |      |      |      | 6.   | 7.   | 4.   |      |      |      |      |
| 200 m mell       |      |      |      |      |      |      | 5.   |      |      |      |      |      |
| 50 m pillangó    |      |      | 1.   | 4.   | 1.   | 2.   |      |      |      |      |      |      |
| 100 m pillangó   |      | 2.   | 1.   | 2.   |      | 1.   | 1.   |      |      |      |      |      |
| 200 m pillangó   | 2.   | 1.   | 1.   | 1.   | 1.   | 1.   | 1.   | 1.   |      | 1.   |      |      |
| 200 m vegyes     | 1.   | 1.   | 1    | 1.   | 1.   | 1.   | 1.   | 1.   |      | 1.   |      |      |
| 400 m vegyes     | 1.   | 1.   | 1.   | 1.   | 1.   | 1.   | 1.   | 1.   | 2.   | 1.   |      |      |
| 4 × 100 m gyors  | 1.   | 3.   | 4.   | 4.   | 4.   | 5.   | 1.   |      | 1.   |      |      | 1.   |
| 4 × 200 m gyors  | 2.   | 4.   |      | 4.   | 4.   | 5.   |      |      | 1.   |      |      | 1.   |
| 4 × 100 m vegyes | 2.   | 2.   | 3.   | 1.   | 2.   | 1.   | 1.   | 1.   | 1.   |      |      |      |

### Rekordjai
200 m vegyes
- 2:03,23 (1985. augusztus 11., Szófia)
- 2:01,57 (1986 augusztus 23., Madrid) Európa-csúcs
- 2:00,56 (1987. augusztus 23., Strasbourg) világcsúcs
- 2:00,17 (1988. szeptember 25., Szöul) világcsúcs
- 1:59,36 (1991. január 13., Perth) világcsúcs

400 m vegyes
- 4:15,42 (1987. augusztus 19., Strasbourg) világcsúcs
- 4:16,55 (1988. szeptember 20., Szöul) olimpiai csúcs
- 4:14,75 (1988. szeptember 21., Szöul) világcsúcs
- 4:12,36 (1991. január 8., Perth) világcsúcs
- 4:14,23 (1992. július 27., Barcelona) olimpiai csúcs

200 m hát
- 2:00,80 országos csúcs

50 m pillangó
- 26,17 (1988. augusztus 19., Budapest) országos csúcs

100 m pillangó
- 56,10 (1989. július 13., Budapest) országos csúcs

200 m pillangó
- 2:00,97 (1989. július 15., Budapest) országos csúcs
- 2:00,45 (1989. augusztus 19., Bonn) országos csúcs
- 1:58,87 (1989. augusztus 19., Bonn) országos csúcs
- 1:58,24 (1991. január 19., Perth) országos csúcs

## Edzőként
A nevével fémjelzett úszóiskolában elsősorban gyermekek oktatása zajlik.

## Sportvezetőként
1989-től a MOB tagja. 1996-ban tagja lett a Magyar Úszó Szövetség elnökségének, melynek 2000-től alelnöke lett, újraválasztották 2008-ban.
2012-ben pályázott a MUSZ szakmai alelnöki posztjára, de nem választották meg.

## Elismerései
- Az év magyar úszója (1985, 1986, 1987, 1988, 1989, 1990, 1991, 1992)
- Az év magyar sportolója (1986, 1987, 1988, 1990, 1992)
- A Magyar Népköztársaság Csillagrendje (1988)
- Halhatatlanok Klubja tag (1991)
- A Magyar Köztársasági Érdemrend középkeresztje (1992)
- Óbuda-Békásmegyer díszpolgára (1992)
- MOB érdemérem (1996)
- 2000-től az Úszó Hírességek Csarnokának tagja (2000)
- Csik Ferenc-díj (2002)
- Prima díj (2006)
- A magyar úszósport halhatatlanja (2013)[2]
- Prima Primissima díj (2013)
- Budapest díszpolgára (2019)

## Családja
Felesége Jónás Rita volt, akitől elvált. Két lányuk született: Csenge (2002) és Piroska (2004). Egy későbbi kapcsolatából egy fia született.